# Thesprotia brevis
Thesprotia brevis es una especie de mantis de la familia Thespidae.

## Distribución geográfica
Se encuentra en Paraguay.